# Briefmarken-Jahrgang 1983 der Deutschen Bundespost
Der Briefmarken-Jahrgang 1983 der Deutschen Bundespost umfasste 35 Sondermarken, Dauermarken wurden in diesem Jahr nicht herausgegeben.
Alle seit dem 1. Januar 1969 ausgegebenen Briefmarken waren unbeschränkt frankaturgültig, es gab kein Ablaufdatum wie in den vorhergehenden Jahren mehr.
Durch die Einführung des Euro als europäische Gemeinschaftswährung zum 1. Januar 2002 wurde diese Regelung hinfällig.
Die Briefmarken dieses Jahrganges konnten allerdings bis zum 30. Juni 2002 genutzt werden. Ein Umtausch war noch bis zum 30. September in den Filialen der Deutschen Post möglich, danach bis zum 30. Juni 2003 zentral in der Niederlassung Philatelie der Deutschen Post AG in Frankfurt.

## Liste der Ausgaben und Motive
Legende
- Bild: Eine bearbeitete Abbildung der genannten Marke. Das Verhältnis der Größe der Briefmarken zueinander ist in diesem Artikel annähernd maßstabsgerecht dargestellt. Sollten keine Marken abgebildet sein, liegt es daran, dass das Urheberrecht des Künstlers noch nicht erloschen ist.
- Beschreibung: Eine Kurzbeschreibung des Motivs und/oder des Ausgabegrundes. Bei ausgegebenen Serien oder Blocks werden die zusammengehörigen Beschreibungen mit einer Markierung versehen eingerückt.
- Wert: Der Frankaturwert der einzelnen Marke in Pfennig. Ein „+“ bedeutet, dass es sich um eine Zuschlagsmarke handelt (= Frankaturwert + Spende).
- Ausgabedatum: Das Datum des erstmaligen Verkaufs dieser Briefmarke.
- Auflage: Soweit bekannt, wird hier die zum Verkauf angebotene Anzahl dieser Ausgabe angegeben.
- Entwurf: Soweit bekannt, wird hier angegeben, von wem der Entwurf dieser Marke stammt.
- Mi.-Nr.: Diese Briefmarke wird im Michel-Katalog unter der entsprechenden Nummer gelistet.

| Sondermarken | |                  |                       |             |                              |       |
| Bild         | Beschreibung | Werte in Pfennig | Ausgabe- datum (1983) | Auflage     | Entwurf                      | MiNr. |
|              | Edith Stein (1891–1942) | 80               | 13. Januar            | 32.750.000  | Fritz Lüdtke                 | 1162  |
|              | Verfolgung und Widerstand Weiße Rose vor Stacheldraht                                                                                                 | 80               | 13. Januar            | 31.280.000  | Herbert Kern                 | 1163  |
|              | Bauhaus, zum 100. Geburtstag von Walter Gropius (1883–1969) - Licht-Raum-Modulator, 1930. Kinetische Plastik von László Moholy-Nagy                   | 50               | 8. Februar            | 29.975.000  | Erik Nitsche                 | 1164  |
|              | - Scantuary, 1942. Zink-Lithografie von Josef Albers                                                                                                  | 60               | 8. Februar            | 20.850.000  | Erik Nitsche                 | 1165  |
|              | - Oberlichtfenster des Bauhaus-Archivs, 1979. Nach einem Entwurf von Walter Gropius                                                                   | 80               | 8. Februar            | 31.300.000  | Erik Nitsche                 | 1166  |
|              | Schwäbisch-alemannische Fastnacht Narrensprung in Rottweil, der Federahannes                                                                          | 60               | 8. Februar            | 32.650.000  | Peter Steiner                | 1167  |
|              | Für die Jugend, historische Motorräder - Reitwagen von Gottlieb Daimler und Wilhelm Maybach, 1885                                                     | 50+20            | 12. April             | 4.853.000   | Heinz Schillinger            | 1168  |
|              | - NSU, 1901 | 60+30            | 12. April             | 4.888.000   | Heinz Schillinger            | 1169  |
|              | - Megola Sport, 1922 | 80+40            | 12. April             | 4.977.000   | Heinz Schillinger            | 1170  |
|              | - BMW Weltrekordmaschine, 1936 | 120+60           | 12. April             | 4.767.000   | Heinz Schillinger            | 1171  |
|              | Für den Sport - Deutsches Turnfest, Frankfurt am Main                                                                                                 | 80+40            | 12. April             | 4.779.000   | Fritz-Dieter Rothacker       | 1172  |
|              | - Weltmeisterschaft 1983 im Modernen Fünfkampf, Warendorf                                                                                             | 120+60           | 12. April             | 4.686.000   | Fritz-Dieter Rothacker       | 1173  |
|              | Internationale Gartenbauausstellung München stilisierte Blume                                                                                         | 60               | 12. April             | 30.050.000  | Antonia Graschberger         | 1174  |
|              | Europamarken Große Werke des menschlichen Geistes - Moderne Buchdruck-Schrifttype „A“, Erfindung des Buchdrucks durch Johannes Gutenberg              | 60               | 5. Mai                | 80.151.000  | Ernst Jünger                 | 1175  |
|              | - Hertzscher Dipol (Schwingungskreis), Entdeckung der elektromagnetischen Wellen durch Heinrich Hertz                                                 | 80               | 5. Mai                | 110.351.000 | Ernst Jünger                 | 1176  |
|              | 150. Geburtstag von Johannes Brahms (1833–1897) | 80               | 5. Mai                | 31.650.000  | Elisabeth von Janota-Bzowski | 1177  |
|              | 100. Geburtstag von Franz Kafka (1883–1924) Teynkirche in Prag und der Schriftzug „Kafka“                                                             | 80               | 5. Mai                | 32.400.000  | Hans Günter Schmitz          | 1178  |
|              | Über 450 Jahre Reinheitsgebot für Bier Das Titelbild zum ältesten Kommentar zum „Bierbraurecht“, Quedlinburg, um 1677                                 | 80               | 5. Mai                | 30.450.000  | Erwin Poell                  | 1179  |
|              | 300 Jahre Einwanderung der ersten Deutschen nach Amerika Segelschiff Concord der ersten Einwanderer; Gemeinschaftsausgabe mit den Vereinigten Staaten | 80               | 5. Mai                | 53.250.000  | Richard Schlecht             | 1180  |
|              | Kind und Straßenverkehr Polizist und Schulkinder | 80               | 14. Juli              | 31.350.000  | Lilo Fromm                   | 1181  |
|              | Internationale Automobil-Ausstellung (IAA) in Frankfurt am Main                                                                                       | 60               | 14. Juli              | 31.000.000  | Erik Nitsche                 | 1182  |
|              | 250. Geburtstag von Christoph Martin Wieland (1733–1813)                                                                                              | 80               | 11. August            | 31.850.000  | Elisabeth von Janota-Bzowski | 1183  |
|              | 100. Geburtstag von Otto Warburg (1883–1970) | 50               | 11. August            | 31.300.000  | Elisabeth von Janota-Bzowski | 1184  |
|              | 10 Jahre Mitglied der Bundesrepublik Deutschland in der UNO Rosette in Schwarz-Rot-Gold                                                               | 80               | 11. August            | 31.000.000  | Jürgen Spohn                 | 1185  |
|              | 150 Jahre Das Rauhe Haus | 80               | 11. August            | 39.850.000  | Holger Börnsen               | 1186  |
|              | Generalversammlung der Internationalen Union für Geodäsie und Geophysik                                                                               | 120              | 11. August            | 19.450.000  | Ernst Jünger                 | 1187  |
|              | Wohlfahrtsmarken: Gefährdete Alpenblumen - Schweizer Mannsschild Androsace helvetica                                                                  | 50+20            | 13. Oktober           | 12.070.000  | Karin Blume                  | 1188  |
|              | - Krainer Greiskraut Senecio carniolicus | 60+30            | 13. Oktober           | 10.750.000  | Karin Blume                  | 1189  |
|              | - Fleischers Weidenröschen Epilobium fleischeri | 80+40            | 13. Oktober           | 18.110.000  | Karin Blume                  | 1190  |
|              | - Alpen-Milchlattich Cicerbita alpina | 120+60           | 13. Oktober           | 6.340.000   | Karin Blume                  | 1191  |
|              | Tag der Briefmarke - Postreiter | 80               | 13. Oktober           | 32.700.000  | Peter Steiner                | 1192  |
|              | 500. Geburtstag von Martin Luther (1483–1546) | 80               | 13. Oktober           | 29.850.000  | Elisabeth von Janota-Bzowski | 1193  |
|              | Grundgedanken der Demokratie - Länder und Gemeinden Flechtwerk in Schwarz-Rot-Gold                                                                    | 80               | 10. November          | 31.500.000  | Klemens Ganzenmüller         | 1194  |
|              | 150 Jahre Deutscher Zollverein Zollstempel | 60               | 10. November          | 29.300.000  | Ulrike Hoffmann              | 1195  |
|              | Weihnachtsmarke - Sternsinger | 80+40            | 10. November          | 11.900.000  | Peter Steiner                | 1196  |